# Datu Beru Tunyang
Datu Beru Tunyang is een bestuurslaag in het regentschap Bener Meriah van de provincie Atjeh, Indonesië. Datu Beru Tunyang telt 310 inwoners (volkstelling 2010).